# のだめカンタービレ (ゲーム)
『のだめカンタービレ』は、二ノ宮知子の漫画『のだめカンタービレ』を原作としたゲーム。同タイトルで2作発売されている。

## ニンテンドーDS
ニンテンドーDSで2007年4月19日にバンダイナムコゲームスより発売。開発はディンプス。
プレイヤーは音楽雑誌の新人記者となって桃ヶ岡音楽大学を取材する中でミニゲーム形式で峰竜太郎の中華料理店で料理を作ったり野田恵の部屋を掃除して交流したり、コンサートとして学生に交じって演奏したりする。演奏では太鼓の達人モードもあるがこれは同シリーズがDSで展開する前のことである。

## PlayStation 2
PlayStation 2で2007年7月19日にバンダイナムコゲームスより発売。開発はバンプレスト。
ストーリーパートは恵と千秋を中心に省略部分も多いが原作に沿った内容。演奏は千秋となって指揮するオーケストラパートと恵が演奏するピアノパートがある。

### 登場人物
野田恵
声 - 川澄綾子
千秋真一
声 - 関智一
三木清良
声 - 小林沙苗
江藤耕造
声 - 中井和哉
峰龍太郎
声 - 川田紳司
フランツ・フォン・シュトレーゼマン
声 - 小川真司
奥山真澄
声 - 藤田圭宣
谷岡肇
声 - 小形満

## 評価
PS2版はファミ通クロスレビューでは6、6、5、5の22点。レビュアーは「ストーリーは大胆に端折ったかなり駆け足気味だが原作に沿った内容」「コンサードモードで失敗を続けると千秋に叱られるなど原作テイストがうまく表現されている」「原作であった曲が流れると盛り上がれる」とした一方「コンサートモードにゲーム性がほとんどなく単調、もう少し仕掛けがほしかった」「演奏の成否の違いが演奏時の演出だけで寂しい」「数時間で終わってしまうボリュームはどうかと思う」「音楽クリップつきのデジコミのようで原作ファンより原作未見の方が楽しめるかもしれない」とした。